# دوریس تروی
دوریس تروی (به انگلیسی: Doris Troy)‏ (۶ ژانویهٔ ۱۹۳۷ – ۱۶ فوریهٔ ۲۰۰۴) موسیقی‌دان اهل ایالات متحده آمریکا بود.